# Denkmalgeschützte Objekte im Bezirk Eferding
Im Bezirk Eferding bestehen 174 denkmalgeschützte Objekte. Die unten angeführte Liste führt zu den Gemeindelisten und gibt die Anzahl der Objekte an.
| Gemeindeliste                    | Objektanzahl |
| -------------------------------- | ------------ |
| Alkoven                          | 10           |
| Aschach an der Donau             | 16           |
| Eferding                         | 113          |
| Fraham                           | 2            |
| Haibach ob der Donau             | 4            |
| Hartkirchen                      | 8            |
| Hinzenbach                       | 1            |
| Prambachkirchen                  | 4            |
| Pupping                          | 3            |
| St. Marienkirchen an der Polsenz | 3            |
| Scharten                         | 7            |
| Stroheim                         | 4            |